# Oecetis quadrata
Oecetis quadrata là một loài Trichoptera trong họ Leptoceridae. Chúng phân bố ở miền Australasia.